# Møg
Møg er husdyrenes ekskrementer blandet med strøelse, når det bliver betragtet som en ressource, altså som gødning. Alle dyrs ekskrementer kan bruges som møg, men der er stor forskel på dets værdi som gødning. Dels lever dyrene af forskellig føde (nogle er planteædere, andre rovdyr), dels er deres fordøjelsessystemer forskelligt indrettede, og dels betyder fødens sammensætning en hel del for møgets kvalitet.
"Eng er agers moder" sagde man tidligere, og så meget var der om det, at gårde som havde engstykker i reglen fik bedre udbytte på deres dyrkede marker. Sammenhængen er den, at de græssende dyr virker akkumulerende for gødningsstoffer i føden. Hvis man sikrer, at dyrene overnatter på stald, får man transporteret engens gødningskraft til gården. Herfra kan den senere fordeles som møg på de dyrkede marker.
Indtil det stod klart (i det 18. århundrede), at man kan gøde jorden ved at dyrke bælgplanter, var møg og ajle de eneste gødningsmidler, man havde. Senere lykkedes det at isolere de kemiske forbindelser, som planterne optager fra jorden, og grunden var lagt for at erstatte møg med kunstgødning.
Møg rummer nitrat, der gøder planterne, og gør at de vokser hurtigere og bedre.  Selvom det lyder mest miljørigtigt at gøde med naturgødning, kan det være svært at dosere gødningen korrekt. Der er derfor risiko for at overgøde. Dette kan bedre undgås med handelsgødning (kunstgødning), hvor sammensætningen er nøje kendt.

## Møg fra forskellige dyr

### Hestepærer
Hestens afføring er knoldet og tør på grund af dyrets særlige stofskifte. Derfor ligger den tit i klatter som i folkemunde kaldes for hestepærer.

### Kokasser
Eskrement fra en ko, meget formløs og ligger derfor i "kasser" og kaldes derfor for "kokasser" (muligvis afledt af kokager). Formløsheden opstår på grund af koens specielle fordøjelsesystem. Imidlertid har de en egenskab til at tiltrække fluer.
Kokasser kan anvendes som gødning, men man anvender i dag oftest kunstgødning. Kokasser kan og anvendes som brændsel, da det har et højt indhold af metangas. Dette kræver dog et specielt biogasfyr. Disse fås både store som små. Disse kan både være installeret hos den enkelte husstand eller, i større centralvarme anlæg.
- Wikimedia Commons har flere filer relateret til Møg

 Der er for få eller ingen kildehenvisninger i denne artikel, hvilket er et problem. Du kan hjælpe ved at angive troværdige kilder til de påstande, som fremføres i artiklen.